# Rottendorf (Niedermurach)

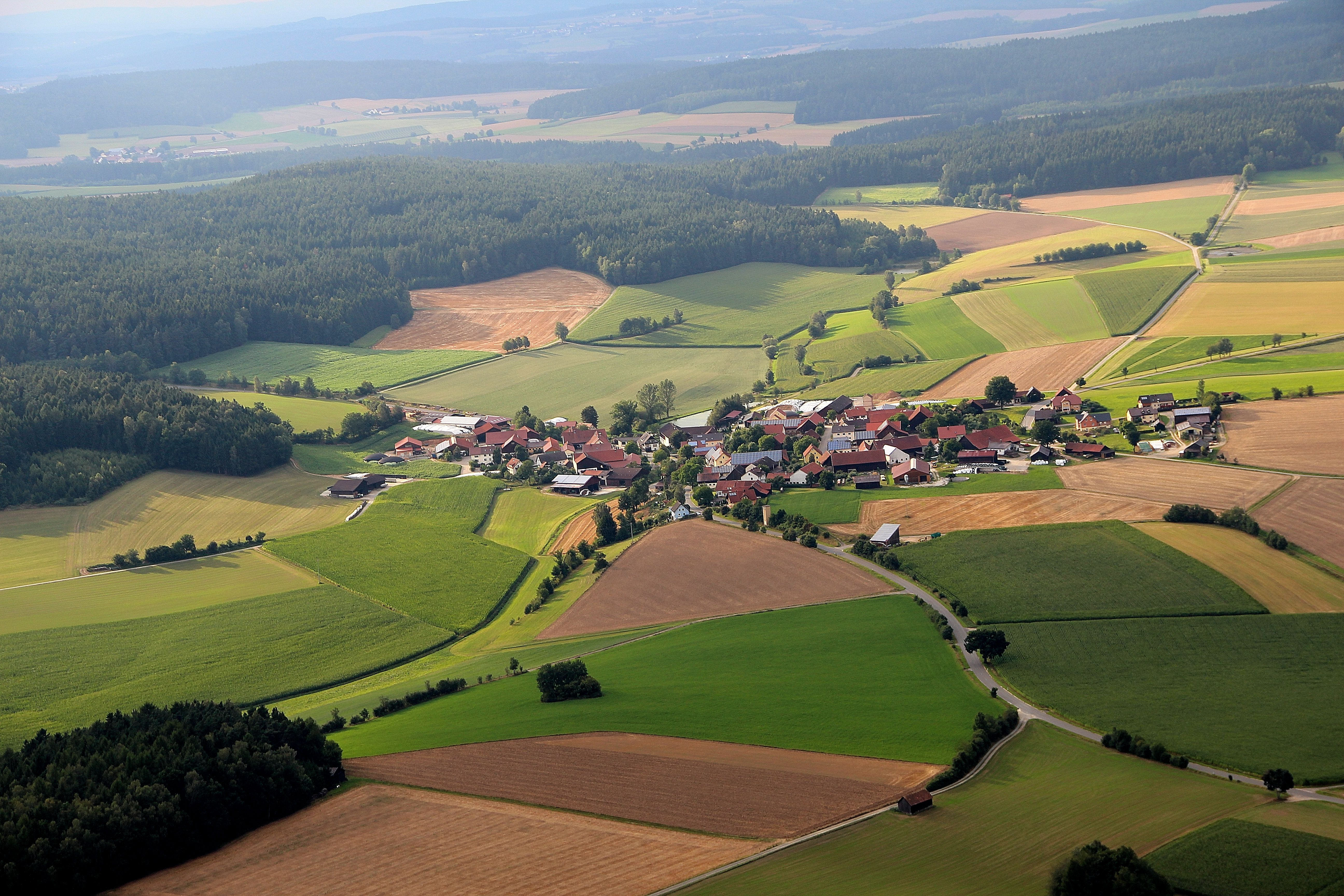
Rottendorf (2012)

Rottendorf ist ein Ortsteil der Gemeinde Niedermurach im Oberpfälzer Landkreis Schwandorf in Bayern.

## Geographische Lage
Rottendorf liegt ungefähr 2 km südlich der Staatsstraße 2156 und 3 km nordwestlich von Niedermurach zwischen dem 555 m hohen Gabesberg und dem 529 m hohen Luderbühl.
Nördlich von Rottendorf entspringt der Döferingbach, speist direkt bei der Ortschaft einen größeren Weiher und mündet nordöstlich von Pertolzhofen in die Murach.

## Geschichte
Rottendorf wurde in den Musterungsprotokollen von 1587 erstmals schriftlich erwähnt.
In Statistische Darstellung der Oberpfalz und ihrer Hauptstadt Amberg von Joseph von Destouches aus dem Jahr 1809 wurde Rottendorf mit sieben Häusern als zu Fuchsberg und Teunz gehörig aufgezählt.
Zum Stichtag 23. März 1913 (Osterfest) war Rottendorf Teil der Pfarrei Niedermurach und hatte 21 Häuser und 160 Einwohner.
Am 12. Januar 1946 wurde die Gemeinde Rottendorf aufgelöst und nach Niedermurach eingemeindet.
Die Bevölkerung von Rottendorf war gegen diese Eingemeindung.
Einige Jahre später wurde die Eingemeindung rückgängig gemacht und der ursprüngliche Zustand wiederhergestellt.
Rottendorf bildete 1969 zusammen mit
Enzelsberg, Holmbrunn, Ödhöfling, Reichertsmühle, Schlotthof und Voggendorf
die Gemeinde Rottendorf mit insgesamt 268 Einwohnern und 1167,25 ha Fläche.
In den 1960er- und 1970er-Jahren wurde in Rottendorf wie in vielen anderen Gemeinden der Oberpfalz durch die Flurbereinigung das natürliche Gleichgewicht gestört.
Der Landschaft sowie der Pflanzen- und Tierwelt wurden durch das Abholzen der Feldgehölze, chemische Unkrautbekämpfungsmittel, Vernichtung der mosaikartig zusammengesetzten Landschaft aus Tümpeln, Teichen, Ödland, Feldgehölzen und Feldrainen irreversible Schäden zugefügt.
Am 31. Dezember 1990 hatte Rottendorf 108 Einwohner und gehörte zur Pfarrei Niedermurach.

## Kultur und Sehenswürdigkeiten
- In Rottendorf gibt es eine 1926 erbaute Kapelle.
- Vom in nordöstlicher Richtung zwei Kilometer entfernten Voggendorf kommt der Fränkische Jakobsweg, der mit einer weißen Muschel auf hellblauem Grund markiert ist. Nächste Station am Fränkischen Jakobsweg ist das zwei Kilometer südwestlich von Rottendorf liegende Enzelsberg.[9]

## Bilder

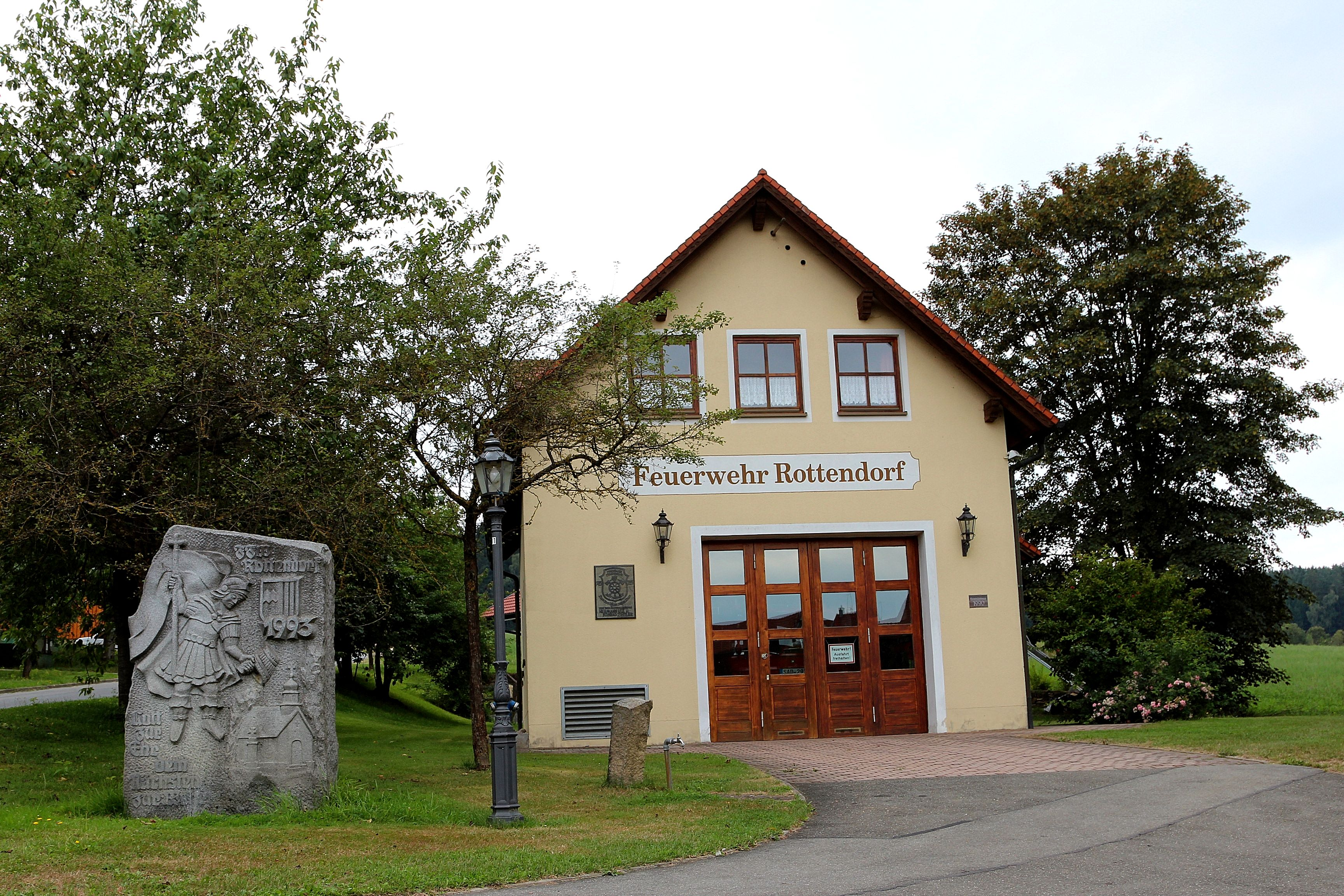
Feuerwehrhaus (2013)
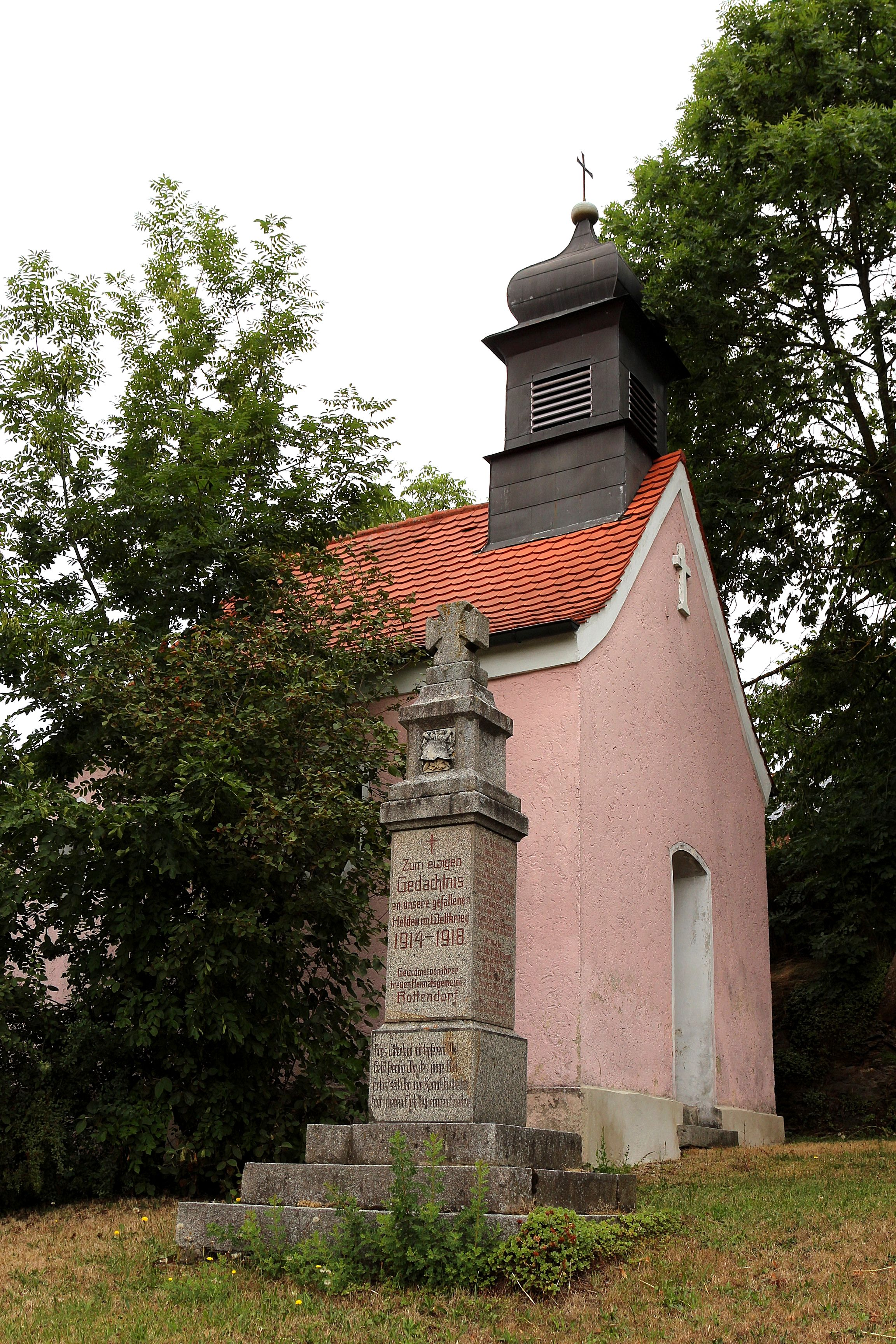
Kapelle (2013)
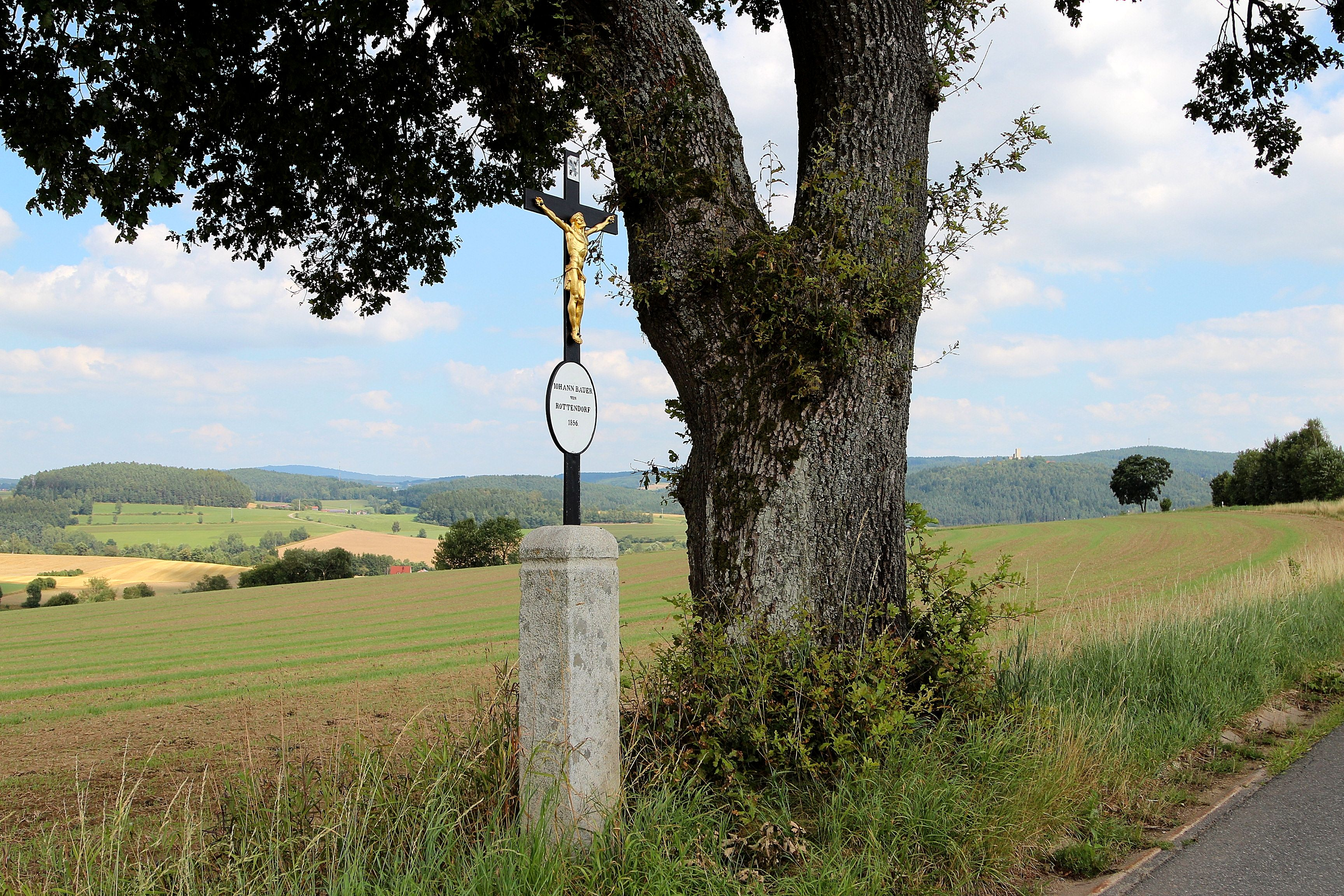
Marterl am Weg nach Niedermurach (2013)
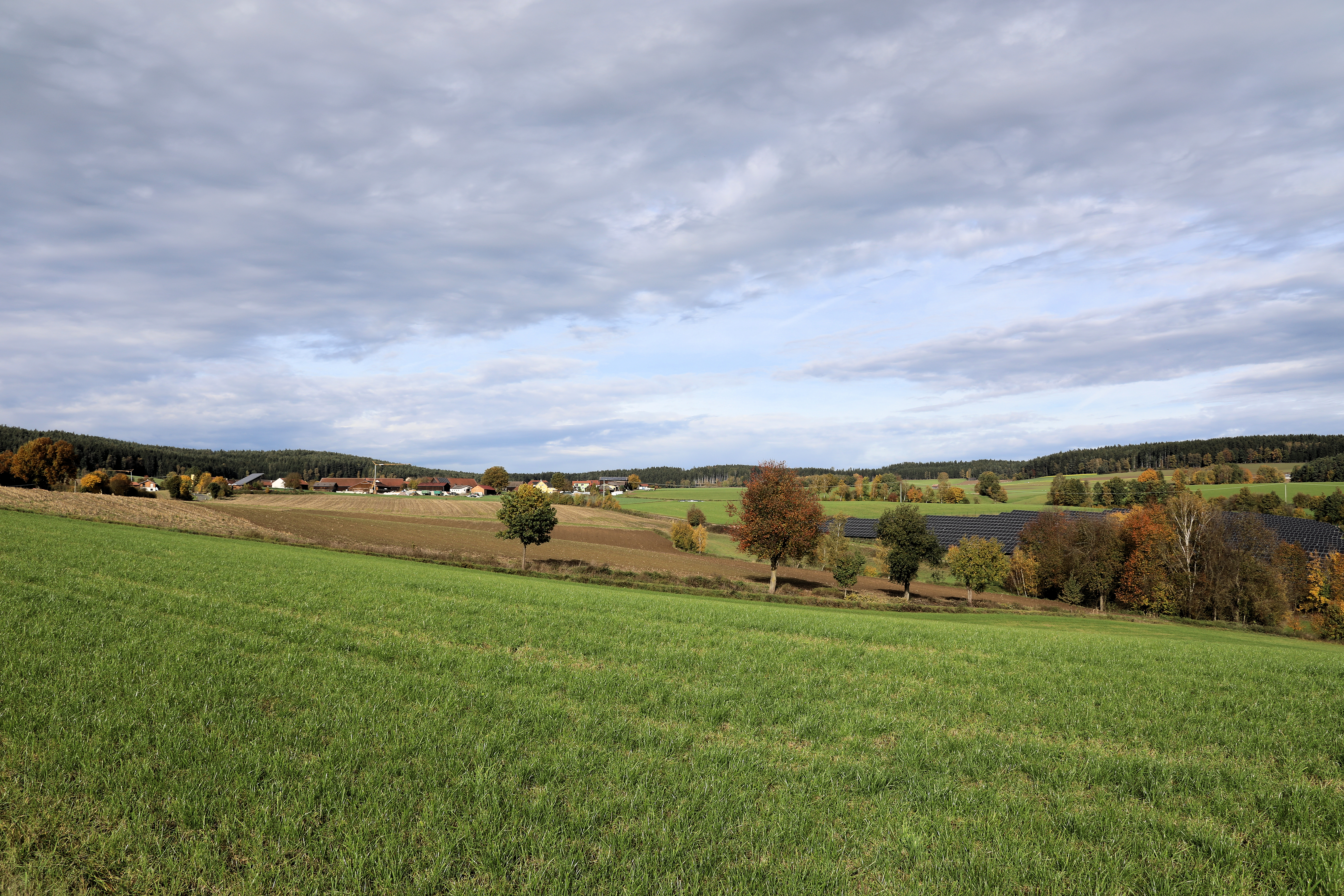
Solarfeld bei Rottendorf (2023)